# Associação Pé Vermelho de Esportes
A Associação Pé Vermelho de Esportes (APVE) é uma associação voltada para o basquete, com sede em Londrina. 
Em 2015, a APVE fechou uma parceria com o Londrina EC no projeto de basquete masculino, que inicialmente trabalhava apenas com as categorias de base. A partir de 2016 deu inicio ao basquete adulto profissional, tocado pela APVE, utilizando as cores e o símbolo do LEC. Em 2017, o time foi vice-campeão da Taça Paraná, do Campeonato Paranaense e do Sul-Brasileiro. A equipe também ficou com o título dos Jogos Abertos do Paraná. Em 2018, o time da APVE conquistou o título da Taça Paraná, ao derrotar o Ponta Grossa por 86 a 78. A parceria se encerrou ao término de 2021. 
Atualmente a equipe disputa o Campeonato Brasileiro de Clubes CBB, buscando o acesso ao Novo Basquete Brasil (primeira divisão do basquete brasileiro).

## Títulos

### Estaduais
- Taça Paraná: 2018.